# Muriel (Name)
Muriel ist ein meist weiblicher und selten auch männlicher Vorname.

## Herkunft und Bedeutung des Namens
Muriel ist eine anglisierte Form des irischen Namens Muirgheal (,helles/strahlendes Meer‘, von gälisch: muir ,Meer‘ und geal ,hell‘).

## Abwandlungen
Es kommen folgende Namensvarianten zu Muriel vor:
| - Meriel - Merle - Meryl - Muiriel | - Murial - Murielle - Myriel - Myrielle |

## Namensträgerinnen
- Muriel Noah Ahanda (* 1982), kamerunische Sprinterin (400-Meter-Lauf)
- Muriel Asseburg (* 1968), deutsche Politologin
- Muriel Barbery (* 1969), französische Philosophieprofessorin und Schriftstellerin
- Muriel Baumeister (* 1972), österreichische Schauspielerin
- Muriel Bell (1897–1974), neuseeländische Ernährungswissenschaftlerin und Forscherin
- Muriel Bielenberg (* 1994), deutsche Schauspielerin, Synchronsprecherin und Hörspielsprecherin
- Muriel Bowser (* 1972), US-amerikanische Politikerin (Demokraten)
- Muriel Box (1905–1991), britische Drehbuchautorin und Regisseurin
- Muriel Clara Bradbrook (1909–1993), britische Literaturwissenschaftlerin und Shakespeare-Gelehrte
- Muriel Gardiner Buttinger (1901–1985), US-amerikanische Psychoanalytikerin und Autorin
- Muriel Catala (* 1952), französische Schauspielerin
- Muriel Cooper (1925–1994), US-amerikanische Grafikdesignerin, Forscherin und Kunsterzieherin
- Muriel Duckworth (1908–2009), kanadische Pazifistin
- Muriel Engelman (1921–2022), amerikanische US-Army-Krankenschwester im 2. Weltkrieg, mit dem Orden der französischen Ehrenlegion ausgezeichnet
- Muriel Evans (1910–2000), US-amerikanische Schauspielerin
- Muriel Furrer (2006–2024), schweizerische Radsportlerin
- Muriel Gantry (1913–2000), englische Kostümschneiderin und Autorin
- Muriel Gardiner Buttinger (1901–1985), US-amerikanische Psychoanalytikerin
- Muriel Gerstner (* 1962), schweizerische Bühnenbildnerin und Kostümbildnerin
- Muriel Grässli (* 1987), Schweizer Volleyball- und Beachvolleyballspielerin
- Muriel Grossfeld (1940–2021), US-amerikanische Turnerin
- Muriel Grossmann (* 1971), österreichische Jazzmusikerin (Alt-, Sopran- und Tenorsaxophon, Komposition)
- Muriel Agnes Heagney (1885–1974), australische Gewerkschafterin, Autorin und Aktivistin der Frauenbewegung
- Muriel Hurtis-Houairi (* 1979), französische Sprinterin und Olympiadritte
- Muriel Lester (1883–1968), englisch-britische Sozialreformerin, Pazifistin und Baptistin
- Muriel Lucas (1877–1962), englische Badmintonspielerin
- Muriel Frances MacSwiney (1892–1982), irische Republikanerin und linke Aktivistin
- Muriel Matters (1877–1969), australisch-britische Suffragette, Journalistin, Lehrerin, Schauspielerin und Rednerin
- Muriel Medard (* 1968), französisch-amerikanische Informatikerin und Hochschullehrerin
- Muriel Paget (1876–1938), britische Philanthropin
- Muriel Pavlow (1921–2019), britische Schauspielerin
- Muriel Pénicaud (* 1955), französische Managerin und Politikerin (LREM)
- Muriel Robin (* 1955), französische Komikerin und Schauspielerin
- Muriel Rochat Rienth (* 1971), Schweizer Blockflötistin
- Muriel Rukeyser (1913–1980), US-amerikanische Schriftstellerin, Übersetzerin und politische Aktivistin
- Muriel Santa Ana (* 1970), argentinische Schauspielerin und Sängerin
- Muriel Sarkany (* 1974), belgische Sportkletterin
- Muriel F. Siebert (1928–2013), US-amerikanische Börsenmaklerin und Managerin
- Muriel Spark (1918–2006), britische Schriftstellerin
- Muriel Tramis (* 1958), französische Informatikingenieurin und Videospielentwicklerin
- Muriel Wimmer (* 1994), deutsche Schauspielerin
- Muriel Hazel Wright (1889–1975), US-amerikanische Historikerin und Kämpferin für die Rechte der Indianer
- Muriel Zoe (* 1969), deutsche Singer-Songwriterin (Gesang, Gitarre) und bildende Künstlerin

Form Murielle
- Murielle Ahouré (* 1987), ivorische Sprinterin
- Murielle Lepvraud (* 1974), französische Politikerin (La France Insoumise)
- Murielle Rousseau (* 1966), französisch-deutsche Autorin, Universitätsdozentin, Kolumnistin und Übersetzerin
- Murielle Telio (* 1993), US-amerikanische Schauspielerin.

## Namensträger
- Muriel Becker (* 1987), brasilianischer Fußballtorhüter, siehe Muriel (Fußballspieler)
- Muriel Orlando (* 1989), argentinischer Fußballspieler

## Familienname
- Alma Muriel (1951–2014), mexikanische Schauspielerin
- Luis Muriel (* 1991), kolumbianischer Fußballspieler